# Unreal Tournament (jeu vidéo annulé)
Pour le jeu vidéo de 1999, voir Unreal Tournament.
Unreal Tournament est un jeu vidéo de tir en arène à la première personne, actuellement en hiatus, développé par Epic Games. Il s'agit du neuvième épisode de la franchise Unreal, et de la première entrée principale de la série depuis Unreal Tournament 3 (2007). Le jeu utilise l'Unreal Engine 4 d'Epic et devait sortir gratuitement sur Microsoft Windows, OS X et Linux,.
Le développement d'Unreal Tournament est basé sur le crowdsourcing et ouvert à la contribution de tous,. Epic Games a utilisé des forums pour les discussions et des livestreams Twitch pour les mises à jour régulières. Le code source du jeu est publié sur GitHub.
Depuis juillet 2017, il n'y a pas eu de nouvelles mises à jour. La majeure partie de l'équipe de développeurs a depuis fait la transition vers le développement et la maintenance de Fortnite Battle Royale. Le développement d'Unreal Tournament a été confirmé comme étant arrêté indéfiniment en décembre 2018, bien que le jeu reste disponible dans son état actuel pour jouer.
Les serveurs du jeu ont été fermés le 24 janvier 2023, rendant le jeu inaccessible,.